# Buck Rogers (film, 1939)

Buck Rogers est un serial de science-fiction américain produit par Universal Pictures et réalisé par Ford Beebe et Saul A. Goodkind en 1938,.
Il met en vedette Buster Crabbe dans le rôle de Buck Rogers, personnage créé par Philip Francis Nowlan qui était apparu dans le pulp magazine Amazing Stories en 1928 puis dans des comics et à la radio.
Crabbe était alors connu pour avoir interprété un autre personnage de science-fiction pour Universal Pictures, Flash Gordon, dans deux serials en 1936 et 1938. Il participera à un troisième en 1940.

## Synopsis
En 1938, le lieutenant Buck Rogers et Buddy Wade sont à bord d’un dirigeable, qui survole le pôle Nord. Ils sont alors pris dans une violente tempête et finissent par s’écraser. Recevant l’ordre de libérer le gaz expérimental Nirvano, qui va à leur insu les mettre dans un sommeil cryogénique jusqu'à ce qu’ils soient secourus. Le gaz fonctionne mais le dirigeable est enseveli dans une avalanche et lorsqu'ils sont finalement récupérés, ils découvrent stupéfaits qu'il sont en l’an 2440.
La Terre est sous le joug d’un impitoyable dictateur nommé « Killer » Kane. Ceux osant défier son autorité vivent dans la « Cité Cachée », dirigée par le scientifique et bienveillant Dr Huer et son homologue militaire, le maréchal de l’air Kragg. Buck et Buddy rejoignent la résistance et vont sur Saturne, où ils espèrent obtenir de l’aide dans leur combat contre Kane. Wilma Deering est chargée de les accompagner. Le trio découvre que la planète est dirigée par Aldar avec le Conseil des Sages et le prince Tallen. À la consternation de Buck et Buddy, ils découvrent également que Kane a envoyé ses propres ambassadeurs, dirigés par son fidèle acolyte, le capitaine Laska. Chacun essayera d'avoir le soutien militaire des Saturniens.

## Distribution
- Buster Crabbe : Buck Rogers
- Constance Moore : Wilma Deering
- Jackie Moran : George « Buddy » Wade
- Anthony Warde : « Killer » Kane
- C. Montague Shaw :  le Dr Huer
- Jack Mulhall : le capitaine Rankin
- Guy Usher : Aldar
- William Gould : le maréchal de l’air Kragg
- Philson Ahn : le pince Tallen
- Henry Brandon : le capitaine Laska
- David Sharpe : le pilote de Kane / une sentinelle de la Cité Cachée / le lieutenant saturnien

## Épisodes
1. Tomorrow's World
2. Tragedy on Saturn
3. The Enemy's Stronghold
4. The Sky Patrol
5. The Phantom Plane
6. The Unknown Command
7. Primitive Urge
8. Revolt of the Zuggs
9. Bodies Without Minds
10. Broken Barriers
11. A Prince in Bondage
12. War of the Planets

## Accueil
Dans sa critique de la série Buck Rogers créée par Glen A. Larson et Leslie Stevens en 1979, The Washington Post rappelle que la version de 1939 avait beaucoup de qualité.
Le magazine Remind parle d'un excellent space opera qui a en partie inspiré George Lucas pour les films Star Wars . Inverse fait également remarquer que l’esthétique de ces vieux films est très similaire non seulement à celle de la première trilogie de Star Wars mais aussi à celle de La Menace fantôme.

## Atour du film
Une version colorisée est disponible d'accès sur Internet Archive.